# هل این ا سل (۲۰۱۶)
هِل این اِ سِل (به انگلیسی: Hell in a Cell) یک رویداد غیر رایگان (Pay-Per-View) در کشتی حرفه‌ای می‌باشد که توسط کمپانی دبلیودبلیوئی تهیه می‌شود و این دوره اش هم در ۳۰ اکتبر ۲۰۱۶ در مجموعه ورزشی تی‌دی گاردن شهر بوستون ایالت ماساچوست برگزار شد. این هشتمین دوره از برگزاری این رویداد بود. برای اولین بار در تاریخ، مسابقه زنان در درون قفس انجام شد و این مسابقه، مسابقه اصلی رویداد هم بود که طی آن، شارلوت مقابل ساشا بنکس به پیروزی رسید تا قهرمان جدید کمربند زنان راو شود.

## زمینه‌سازی
هِل این اِ سِل شامل مسابقاتی بین دشمنی‌های موجود، ماجراهای پیش آمده و استوری‌هایی خواهد بود که پیش از این در برنامه‌های راو پخش شده بود. کشتی‌گیرها با توجه به مسابقات یا سری اتفاقاتی که برایشان رخ می‌دهد و تنش را به حد اکثر می‌رساند، نقش منفی یا قهرمان به خود می‌گیرند.
در نبرد قهرمانان، کوین اونز به لطف دخالت آشکار بهترین دوست خود یعنی کریس جریکو موفق به شکست سث رالینز شد و کمربند یونیورسال خود را حفظ کرد. در هفته‌های پس از آن، اونز و رالینز به تحریک یکدیگر پرداختند تا اینکه مسابقه بین این‌دو در رویداد هِل این اِ سِل قطعی شد. در راو ۱۰ اکتبر، جنرال منیجر راو یعنی میک فولی و مدیر راو یعنی استفنی مک‌ماهون اعلام کردند که برای جلوگیری از هرگونه دخالت، این مسابقه از نوع هِل این اِ سِل خواهد بود. در همان شب، قرار شد رالینز مقابل جریکو قرار گیرد و اگر جریکو پیروز میشد، او هم به مسابقه هِل این اِ سِل اضافه میشد، اما رالینز در آن مسابقه به پیروزی رسید.
در نبرد قهرمانان، رومن رینز موفق به شکست روسِف شد تا قهرمان جدید کمربند ایالات متحده شود. شب بعد در راو، مسابقه مجددی بین این‌دو برگزار شد که در نهایت با شمارش معکوس بدون برنده اعلام شد. در راو ۳ اکتبر، لانا از رینز خواست تا یک بار دیگر با روسف مبارزه بر سر کمربند خود داشته باشد. روسف ناگهان به رینز حمله‌ور شد و در حال خروج با کمربند بود که ناگهان رینز از پشت به او سوپرمن پانچ زد و کمربند را پس گرفت و گفت که مبارزه را میپذیرد ولی این مسابقه از نوع هِل این اِ سِل خواهد بود.

## نتایج
| #                                                                                                 | نتایج                                                                                           | نوع مسابقه                                                    | مدت زمان |
| ------------------------------------------------------------------------------------------------- | ----------------------------------------------------------------------------------------------- | ------------------------------------------------------------- | -------- |
| ۱پ                                                                                                | سدریک الکساندر، لینس دورادو و سین کارا پیروز مقابل تونی نیس، درو گولاک و آریا دِیواری            | مسابقه تگ تیم شش نفره                                         | 9:45     |
| ۲                                                                                                 | رومن رینز (c) پیروز مقابل روسِف                                                                  | مسابقه هل این ا سل برای قهرمانی کمربند ایالات متحده           | 24:35    |
| ۳                                                                                                 | بِیلی پیروز مقابل دِینا بروک                                                                      | مسابقه تک نفره                                                | 6:30     |
| ۴                                                                                                 | لوک گالوز و کارل اندرسون پیروز مقابل اِنزو اَموره و بیگ کَس                                        | مسابقه تگ تیم                                                 | 6:45     |
| ۵                                                                                                 | کوین اونز (c) پیروز مقابل سث رالینز                                                             | مسابقه هل این ا سل برای قهرمانی کمربند یونیورسال دبلیودبلیوئی | 23:15    |
| ۶                                                                                                 | براین کندریک پیروز مقابل تی.جی. پرکینز (c) با تسلیم                                             | مسابقه تک نفره برای قهرمانی کمربند میان‌وزن دبلیودبلیوئی       | 10:35    |
| ۷                                                                                                 | سِزارو و شیمس پیروز مقابل د نو دی (بیگ ای، زِیویِر وودز با همراهی کوفی کینگستون) (c) با سلب صلاحیت | مسابقه تگ تیم برای قهرمانی کمربندهای تگ تیم                   | 11:15    |
| ۸                                                                                                 | شارلوت فلیر پیروز مقابل ساشا بنکس (c)                                                           | اولین مسابقه هل این ا سل زنان برای قهرمانی کمربند زنان راو    | 22:25    |
| - (c) – نشان‌دهنده قهرمان(هایی) است که به میدان می‌روند - پ – نشان‌دهنده این است که مسابقه در پری–شو |                                                                                                 |                                                               |          |